# Ewan McGregor
Ewan Gordon McGregor (ur. 31 marca 1971 w Perth) – brytyjski aktor urodzony w Szkocji (członek klanu McGregor).
Wcielił się w postać uzależnionego od heroiny Marka Rentona w dramacie Trainspotting (1996), Obi-Wana Kenobiego w trylogii prequeli serii Gwiezdne wojny (1999–2005), poetę Christiana w filmie muzycznym Moulin Rouge! (2001), młodego Edwarda Blooma w przygodowym komediodramacie fantasy Duża ryba (2003), Radka Dekla w familijnej komedii animowanej Roboty (2005), kamerlinga Patricka McKennę w dreszczowcu Anioły i Demony (2009), pisarza-widmo w dreszczowcu politycznym Romana Polańskiego Autor widmo (2010), doktora Alfreda Jonesa w komediodramacie romantycznym Połów szczęścia w Jemenie (2011), Lumière w adaptacji musicalu Piękna i Bestia (2017), Krzysztofa Robina w komediodramacie fantasy Krzysiu, gdzie jesteś? (2018) oraz superzłoczyńcę Czarną Maskę w fantastycznonaukowym filmie akcji Ptaki Nocy (i fantastyczna emancypacja pewnej Harley Quinn) (2020).
W 1997 według magazynu „Empire” znalazł się na 36. miejscu listy „100 najlepszych gwiazd filmowych wszech czasów”. W 2018 zdobył Złoty Glob dla najlepszego aktora w miniserialu lub filmie telewizyjnym za podwójną rolę Emmita Stussy „Króla parkingów Minnesoty” i jego młodszego brata Raya w Fargo. Był też nominowany do Złotego Globu dla najlepszego aktora w filmie komediowym lub musicalu za występ w Moulin Rouge! (2001) i Połowie szczęścia w Jemenie (2011).
McGregor był zaangażowany w działalność charytatywną i od 2004 był ambasadorem UNICEF. W 2013 został odznaczony Orderem Imperium Brytyjskiego w randze Oficera (OBE) za zasługi dla teatru i dobroczynności. W 2016 otrzymał nagrodę humanitarną BAFTA.

## Życiorys

### Rodzina i edukacja
Urodził się w Perth w Szkocji jako syn Carol Diane McGregor (z domu Lawson) i Jamesa Charlesa Stewarta „Jima” McGregora. Jego matka była nauczycielką w Crieff High School i Kingspark School w Dundee, a ojciec przez wiele lat był nauczycielem fizyki pracującym w prywatnej szkole Morrison’s Academy, gdzie Ewan uczył się od dzieciństwa, podobnie jak jego starszy brat Colin (ur. 1969), który został pilotem Panavia Tornado i Royal Air Force.
Po ukończeniu szkoły Morrison’s Academy w wieku 16 lat pracował jako asystent w Perth Theatre i uczył się na wydziale dramatu w Fife College w Kirkcaldy. Mając 18 lat przeniósł się do Londynu, aby studiować aktorstwo Guildhall School of Music and Drama, gdzie spotkał się z Jude’em Law i Naveenem Andrewsem.

### Początki kariery
Pół roku przed ukończeniem szkoły otrzymał główną rolę szeregowego Micka Hoppera, który kończy służbę krajową jako tłumacz rosyjskich dokumentów, w sześcioczęściowym miniserialu muzycznym Dennisa Pottera przygotowanym dla Channel 4 Szminka na twoim kołnierzyku (Lipstick on Your Collar, 1993). Niedługo potem zagrał Juliana Sorela, młodego chłopaka o niezwykłej wrażliwości i doskonałej pamięci, w telewizyjnej adaptacji powieści Stendhala Czerwone i czarne – BBC Szkarłatne i czarne (Scarlet and Black, 1993) z Rachel Weisz. Jego prawdziwy debiut filmowy to rola Alvareza w komediodramacie Billa Forsytha Być człowiekiem (Being Human, 1993) u boku Robina Williamsa. Rola Alexa Law, bezczelnego i próżnego, samozwańczego dziennikarza „hakera” w czarnej komedii Danny’ego Boyle’a Płytki grób (Shallow Grave, 1994) przyniosła mu nagrodę magazynu „Empire”. W brytyjskim dramacie Lazurowy dynamit (Blue Juice, 1995) z Seanem Pertwee i Catherine Zeta-Jones został obsadzony w roli wypalonego handlarza narkotyków i dziennikarza Deana Raymonda.

### Rozwój kariery
Zagrał biseksualnego młodego angielskiego tłumacza Jeromego, którego uwodzi młoda Japonka, w dramacie erotycznym Petera Greenawaya Pillow Book (1996). W komedii muzycznej Emma (1996) na podstawie powieści Jane Austen Emma z Gwyneth Paltrow wystąpił jako Frank Churchill, syn pana Westona (James Cosmo) z pierwszego małżeństwa. Za kreację antybohatera narkomana Marka „Renta Boya” Rentona w ekranizacji książki Irvine Welsha Trainspotting (1996) w reżyserii Danny’ego Boyle’a został uhonorowany szkocką nagrodą Brytyjskiej Akademii Sztuki Filmowej i Telewizyjnej w Glasgow i nagrodą magazynu „Empire”, a także był nominowany do MTV Movie Awards 1997 w kategorii najlepsza rola przełomowa. Wkrótce pojawił się w popularnych hollywoodzkich serialach telewizyjnych: HBO Opowieści z krypty (1996) i NBC Ostry dyżur (1997). W komediodramacie Pocałunek węża (The Serpent’s Kiss) był młodym holenderskim architektem krajobrazu Meneerem Chrome. W dreszczowcu Nocna zmiana (Nightwatch, 1997) z Nickiem Nolte jako student prawa Martin Bells podejmuje pracę jako nocny stróż w kostnicy, gdzie zaczynają być popełniane zbrodnie. Za występ jako fatalny kochanek z klasy robotniczej Robert Lewis w komedii kryminalnej fantasy Życie mniej zwyczajne (A Life Less Ordinary, 1997) otrzymał kolejną nagrodę magazynu „Empire” i nominację do MTV Movie Awards 1998 w kategorii najlepsza scena taneczna (z Cameron Diaz). W dramacie muzycznym Todda Haynesa Idolu (1998) z Christianem Bale zagrał rolę gwiazdy rocka, Curta Wilda, postać wzorowaną na Iggy Popie, muzy i potencjalnego kochanka gwiazdora glam rocka Briana Slade’a (Jonathan Rhys Meyers).
Od listopada 1998 do marca 1999 grał Malcolma Scrawdyke w spektaklu Little Malcolm and His Struggles Against the Eunuchs w Hampstead Theatre w London Borough of Camden i Harold Pinter Theatre na West End. Po występie jako Billy w komediodramacie muzycznym Marka Hermana O mały głos (1998) u boku Michaela Caine’a, przyjął rolę młodego Obi-Wana Kenobiego w pierwszej trylogii Gwiezdnych wojen – Gwiezdne wojny: część I – Mroczne widmo (1999), w oryginalnej trylogii portretowanego przez sir Aleca Guinnessa. Podczas kręcenia filmu wydawał dźwięki miecza świetlnego podczas pojedynków. Za rolę Obi-Wana Kenobiego był nominowany do Nagrody Saturna w kategorii najlepszy drugoplanowy aktor telewizyjny.
W listopadzie 2001 pojawił w epizodycznej roli w The Play What I Wrote. Za kreację cierpiącego na depresję pisarza Christiana w dramacie muzycznym Moulin Rouge! (2001) z Nicole Kidman zdobył nagrodę Europejską Nagrodę Filmową i Nagrody Satelity dla najlepszego aktora w filmie dramatycznym oraz nominację do Złotego Globu dla najlepszego aktora w filmie komediowym lub musicalu. Dzięki roli aroganckiego dziennikarza Catchera Blocka w komedii romantycznej Do diabła z miłością (2003) z Renée Zellweger zyskał w Hollywood opinie aktora romantycznego w stylu Sinatry. Otrzymał także doskonałe recenzje za rolę włóczęgi Joe Taylora (uhonorowanej szkocką nagrodą BAFTA) w brytyjsko-francuskim erotycznym dramacie kryminalnym Młody Adam (2003), w którym partnerował uznanej brytyjskiej aktorce, Tildzie Swinton.
Użyczył głosu w dwóch filmach animowanych: Roboty (2005) Chrisa Wedge’a i Carlosa Saldanhy jako Radek Dekiel – robot obdarzony talentem tworzenia wynalazków i Szeregowiec Dolot (2005) jako szeregowiec Franek Dolot. Odrzucił propozycję zagrania Bonda w Casino Royale. Kolejne filmy, w których przyjął główną rolę, tj. sensacyjny dreszczowiec fantastycznonaukowy Michaela Baya Wyspie (2005) w podwójnej roli jako Tom Lincoln i Lincoln Six-Echo z Scarlett Johansson oraz dreszczowiec psychologiczny Marca Forstera Zostań (Stay, 2005) jako psychiatra Sam Foster z Naomi Watts, zebrały mieszane recenzje od krytyków i w Ameryce nie odniosły sukcesu. W komediodramacie Burza hormonów (Scenes of a Sexual Nature, 2006) zagrał homoseksualnego Bylly’ego.
Od czerwca 2005 do kwietnia 2007 w Piccadilly Theatre w Londynie występował w roli Sky’a Mastersona w musicalu Faceci i laleczki (Guys and Dolls) z Jane Krakowski, za którą otrzymał nagrodę LastMinute.com dla najlepszego aktora za rolę w 2005. W 2006 był nominowany do Laurence Olivier Award jako najlepszy aktor musicalowy. Od grudnia 2007 do lutego 2008 występował jako Iago w Otellu w Donmar Warehouse obok Chiwetela Ejiofora w roli tytułowej i Kelly Reilly jako Desdemony. W maju 2008 zagrał tę rolę w BBC Radio 3.
Za rolę doktora Alfreda „Freda” Jonesa, eksperta do spraw rybołówstwa w komediodramacie Lasse Hallströma Połów szczęścia w Jemenie (2011) został nominowany do Złotego Globu dla najlepszego aktora w filmie komediowym lub musicalu. Zasiadał w jury konkursu głównego na 65. MFF w Cannes (2012). Od 30 października 2014 do 4 stycznia 2015 grał postać Henry’ego w sztuce Toma Stopparda Prawdziwa rzecz (The Real Thing) z Maggie Gyllenhaal i Joshem Hamiltonem.

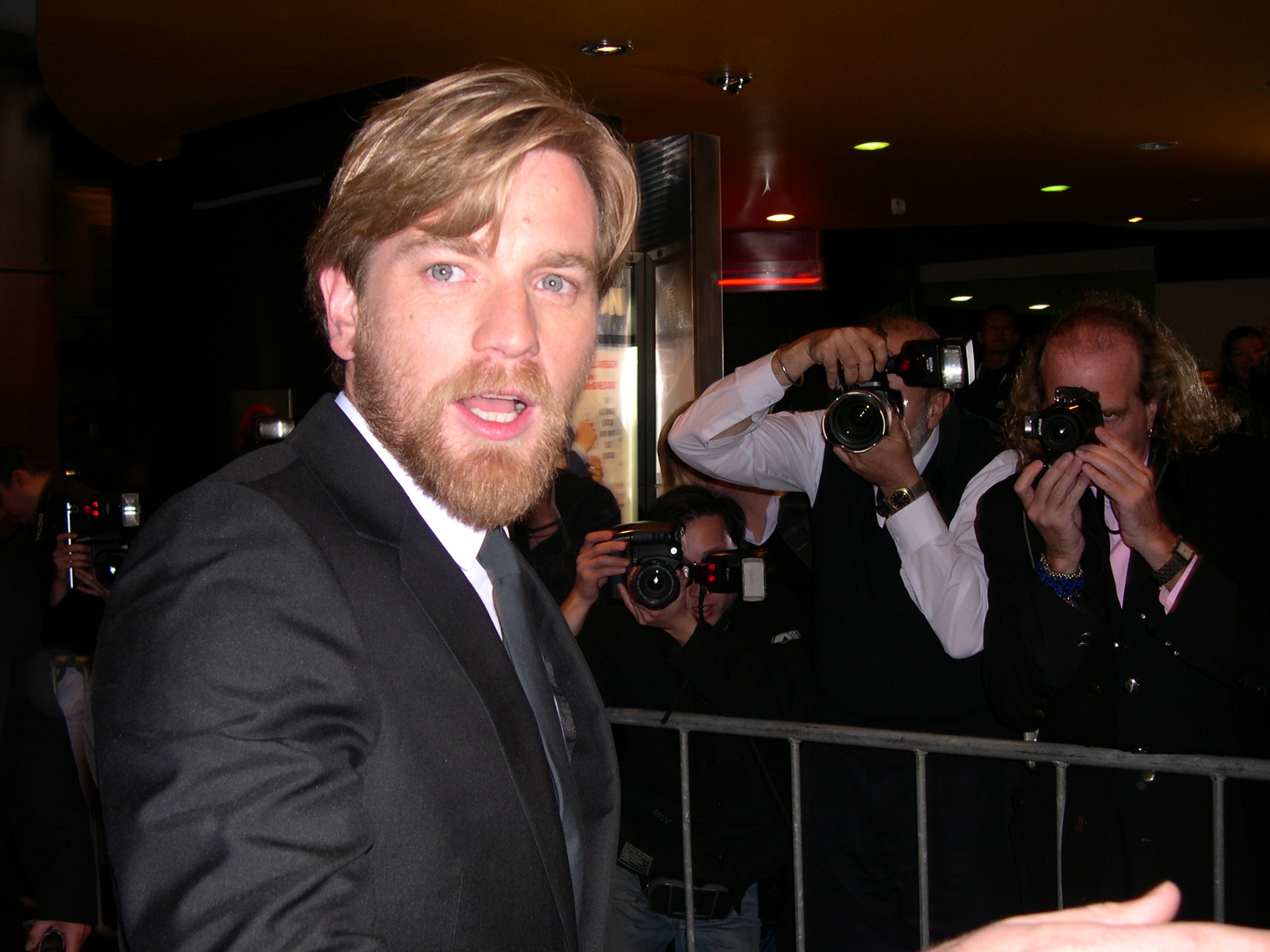
McGregor podczas premiery filmu Do diabła z miłością (2003)

Powrócił do roli Obi-Wana Kenobiego w serialu Disneya osadzonym w świecie Gwiezdnych wojen. W miniserialu Netflix Halston (2021) wcielił się w legendarnego projektanta mody Roya Halstona Frowicka.
Był na okładkach magazynów: „Elle”, „GQ”, „TV Guide”, „Entertainment Weekly”, „Vanity Fair”, „Time”, „Esquire”, „Men’s Health”, „Safari”, „Details”, „Out”, „Film” i „Variety”.

### Long Way Round,Down,Up
Jako zapalony motocyklista wziął udział w kilku wyprawach motocyklowych razem ze swoim przyjacielem Charleyem Boormanem i ich kamerzystą Claudiem Von Planta. Pierwsza z nich miała miejsce w 2004 roku. Od połowy kwietnia do końca lipca McGregor i Boorman podróżowali z Londynu do Nowego Jorku poprzez Unię Europejską, Ukrainę, Rosję, Kazachstan, Mongolię, Syberię i Kanadę na motocyklach BMW R1150GS Adventure, pokonując dystans 30 395 km. Wyprawa ta była bazą dla serialu telewizyjnego i książki pod wspólnym tytułem Long Way Round. Podczas podróży McGregor i jego współtowarzysze odwiedzili trzy ośrodki UNICEF-u na Ukrainie, w Kazachstanie i Mongolii. Podobny charakter miały dwie kolejne wyprawy: Long Way Down (2007) oraz Long Way Up (2020).
W 2007 razem z Boormanem udał się w następną daleką motocyklową wyprawę – z miejscowości John o’ Groats w północnej Szkocji do Kapsztadu w Republice Południowej Afryki i przy okazji odwiedził ośrodki UNICEF-u. W 2004 został Ambasadorem ONZ i odwiedził różne ośrodki UNICEF-u, m.in. te, które pomagają dzieciom chorującym na AIDS w Afryce.

## Życie prywatne
Podczas pracy przy brytyjskim serialu Kavanagh QC poznał Eve Mavrakis, francuską producentkę filmową greckiego pochodzenia, którą poślubił 22 lipca 1995 we Francji. Mają cztery córki: Clarę Mathilde (ur. 1996), Esther Rose (ur. 2001), Anouk (ur. 2011) oraz Jamiyan (ur. 2001 w Mongolii), adoptowaną w kwietniu 2006. 28 maja 2017 rozstał się z żoną i związał się z młodszą o 14 lat aktorką Mary Elizabeth Winstead, którą poznał na planie trzeciego sezonu serialu Fargo. 19 stycznia 2018 złożył wniosek o rozwód z Mavrakis, powołując się na różnice charakteru.
Jako fan talentu Daniela Day-Lewisa rozważał zakończenie kariery, ponieważ uświadomił sobie, że nigdy nie będzie tak dobry, jak swój idol.

## Filmografia

### Aktor
- 1989–1996: Opowieści z krypty (Tales from the Crypt) jako Ford (gościnnie)
- 1993: Czerwone i czarne (Scarlet and Black) jako Julien Sorel
- 1993: Szminka na twoim kołnierzyku (Lipstick on Your Collar) jako szeregowy Mick Hopper
- 1993: Być człowiekiem (Being Human) jako Alvarez
- 1993: Family Style jako Jimmy
- 1994: Doggin’ Around jako Tom Clayton
- 1994: Ostry dyżur (ER) jako Duncan Stewart (gościnnie)
- 1994: Płytki grób (Shallow Grave) jako Alex Law
- 1995: Lazurowy dynamit (Blue Juice) jako Dean Raymond
- 1996: Karaoke jako Chłopak
- 1996: The Pillow Book jako Jerome
- 1996: Orkiestra (Brassed Off) jako Andy
- 1996: Emma jako Frank Churchill
- 1996: Trainspotting jako Mark Renton
- 1997: Życie mniej zwyczajne (A Life Less Ordinary) jako Robert
- 1997: Pocałunek węża (The Serpent’s Kiss) jako Meneer Chrome
- 1997: Nocna zmiana (Nightwatch) jako Martin Bells
- 1997: Desserts jako Stroller
- 1998: O mały głos (Little Voice) jako Billy
- 1998: Idol (Velvet Goldmine) jako Curt Wild
- 1999: Oko Obserwatora (Eye of the Beholder) jako Stephen Wilson
- 1999: Gwiezdne wojny: część I – Mroczne widmo (Star Wars – Episode I: The Phantom Menace) jako Obi-Wan Kenobi
- 1999: Spekulant (Rogue Trader) jako Nick Leeson
- 2000: Nora jako James Joyce
- 2001: Moulin Rouge! jako Christian
- 2001: Helikopter w ogniu (Black Hawk Down) jako Grimmes
- 2001: Wyprawa na białe niedźwiedzie z Ewanem McGregorem (The Polar Bears of Churchill, with Ewan McGregor) jako prezenter (rola w filmie przyrodniczym)
- 2002: Gwiezdne wojny: część II – Atak klonów (Star Wars – Episode II: Attack of the Clones) jako Obi-Wan Kenobi
- 2002: Solid Geometry jako Phil
- 2003: Do diabła z miłością (Down with Love) jako Catcher Block
- 2003: Duża ryba (Big Fish) jako młody Edward Bloom
- 2003: Młody Adam (Young Adam) jako Joe Taylor
- 2005: Szeregowiec Dolot (Valiant) jako Dolot
- 2005: Roboty (Robots) jako Rodney Copperbottom (głos)
- 2005: Wyspa (The Island) jako Lincoln Six-Echo
- 2005: Gwiezdne wojny: część III – Zemsta Sithów (Star Wars: Episode III: Revenge of the Sith) jako Obi-Wan Kenobi
- 2005: Zostań (Stay) jako Sam Foster
- 2006: Miss Potter jako Norman
- 2006: Scenes of a Sexual Nature jako Billy
- 2006: Alex Rider: Misja Stormbreaker (Stormbreaker) jako Ian Rider
- 2007: Sen Kasandry (Cassandra’s Dream) jako Ian
- 2008: Uwiedziony (Deception) jako Jonathan
- 2008: Drogi Osamo (Incendiary) jako Jasper
- 2009: Anioły i Demony (Angels & Demon) jako kamerling Patrick McKenna
- 2009: Człowiek, który gapił się na kozy (The Men Who Stare at Goats) jako Bob Wilton
- 2009: I Love You Phillip Morris jako Philip Morris
- 2009: Amelia Earhart jako Gene Vidal
- 2010: Autor widmo (The Ghost Writer) jako pisarz biografii Adama Langa (ghostwriter)
- 2010: Niania i wielkie bum (Nanny McPhee and the Big Bang) jako pan Green
- 2010: Debiutanci jako Oliver
- 2011: Ostatnia miłość na Ziemi jako Michael
- 2011: Ścigana jako Kenneth
- 2011: Połów szczęścia w Jemenie (Salmon Fishing in the Yemen) jako Fred Jones
- 2011: Numer 13
- 2011: The Great Pretender jako Leslie Grangely
- 2012: Electric Side jako Eddie Dodson
- 2012: Niemożliwe jako Henry Bennett
- 2013: Jack pogromca olbrzymów jako Elmont
- 2013: Sierpień w hrabstwie Osage jako Bill Fordham
- 2014: Milion sposobów, jak zginąć na Zachodzie jako kowboj
- 2014: Son of a Gun jako Brendan Lynch
- 2015: Bezwstydny Mortdecai jako inspektor Alistair Martland
- 2015: Ostatnie dni na pustyni jako Jezus/Szatan
- 2015: Miles Davis i ja jako Dave Brill
- 2016: Niepokonana Jane jako John Bishop
- 2016: Zdrajca w naszym typie jako Peregrine „Perry” Makepeace
- 2016: Amerykańska sielanka jako Seymour „Swede” Levov
- 2017: T2 Trainspotting jako Mark Renton
- 2017: Piękna i Bestia jako Lumière
- 2017: Czerwony punkt jako Brown
- 2018: Kochanek idealny jako Cole
- 2018: Krzysiu, gdzie jesteś? jako Christopher Robin
- 2019: Doktor Sen jako Danny Torrance
- 2020: Ptaki Nocy (i fantastyczna emancypacja pewnej Harley Quinn) jako Czarna Maska
- 2022: Obi-Wan Kenobi jako Obi-Wan Kenobi

### Reżyser
- 1999: Tube Tales
- 2016: Amerykańska sielanka

### Producent
- 2004: Long Way Round

## Nagrody
| Rok  | Nagroda                     | Kategoria                                                               | Tytuł         |
| ---- | --------------------------- | ----------------------------------------------------------------------- | ------------- |
| 2001 | Europejska Akademia Filmowa | Nagroda za europejski wkład w światowe kino – Prix Screen International | Moulin Rouge! |
| 2002 | Złoty Popcorn               | Najlepszy moment muzyczny                                               | Moulin Rouge! |
| 2002 | Złota Satelita              | Najlepszy aktor w komedii lub musicalu                                  | Moulin Rouge! |
| 2018 | Złoty Glob                  | Najlepszy aktor w serialu limitowanym lub filmie telewizyjnym           | Fargo         |